# Hélio Loureiro
Fernando Hélio Delgado Loureiro OM • ComNSC • ComSMA é um chef de cozinha português.

## Biografia
Iniciou-se na Escola de Hotelaria e Turismo do Porto, no Núcleo Escolar de Vidago.
Tornou-se conhecido por ter promovido vários festivais gastronómicos na Venezuela, no Brasil, nos Estados Unidos da América, no México, em Cuba e no Canadá, embora o início da sua actividade tenha, desde logo, sido marcado por estágios nalguns dos mais prestigiados hotéis do mundo, entre os quais o Hotel Príncipe de Gales, em Paris, França, o Hotel Sheraton, em Munique, Alemanha, em Paris, França, em Bruxelas, Bélgica, e no Luxemburgo, Luxemburgo, no Hotel Yamato Passaporte, no Japão (cozinha japonesa), no Hotel Meridien de Paris, e no Hotel Queen Elizabeth II em Montréal, Canadá.
Tem no seu curriculum uma vasta experiência em cursos de formação.
Foi chefe de cozinha do Restaurante Zé da Calçada, em Amarante.
Em 1984 fez parte da brigada da abertura de várias unidades de hotéis de cinco estrelas, nomeadamente o Hotel Meridien, no Porto, o Hotel da Quinta do Lago, no Algarve, propriedade da Companhia Orient Express.
A sua actividade como chef estendeu-se, também, à área desportiva, na qual desempenhou funções de chefe de cozinha do Futebol Clube do Porto, sendo, actualmente, o responsável gastronómico da Selecção Portuguesa de Futebol.
É frequentemente convidado a integrar os Júris de vários concursos nacionais e internacionais, nomeadamente o Chefe Cozinheiro do Ano, o concurso Toque d'Or, em Bordéus, o Chalenge Européen de la Gastronomie, o Concurso de Gastronomia e Vinho do Porto, ao qual preside, e outros certames organizados por escolas de hotelaria e turismo.
É também uma figura activa junto de várias confrarias gastronómicas, como a Châine de Rôtisseurs, da qual é Membro com o grau de Chef Rotisseur, a Slow Food Movement e o Baver's Club (confraria canadiana), sendo fundador da Confraria Gastronómica das Tripas à Moda do Porto, confrade fundador da Confraria da Água, da Confraria da Lampreia e do Sável, e confrade de honra nas Confrarias do Bacalhau, do Mar, dos Nabos e Companhia, Gastronómica Panela ao Lume, da Chanfana de Vila Nova de Poiares, Terras da Maia, Enófilos do Dão, do Vinho Verde, Gastrónomos de Beja, do Leitão da Bairrada, do Queijo de São Jorge, do Barco Rabelo, dos Velhotes e da Cerveja, e é Cavaleiro da Ordem Soberana de São Vicente e Santo Urbano e da Confraria do Vinho do Porto, sendo que, desta última, foi elevado ao grau de Infanção em cerimónia em Junho de 2007, na presença do  então Presidente da Assembleia da República, Jaime Gama.
Do seu extenso currículo, destaca-se a organização de vários eventos de grande prestígio, designadamente a apresentação de S.A.R. O Príncipe da Beira, Senhor D. Afonso de Santa Maria de Bragança, e o baptizado de S.A.R. o Infante Senhor D. Dinis de Bragança, Duque do Porto, filhos varões dos Duques de Bragança, o jantar inaugural do Porto 2001 Capital Europeia da Cultura, com a presença de S.M.R. a Rainha Beatriz da Holanda, e os inúmeros Jantares de Gala para a Presidência da República Portuguesa, bem como todas as refeições dos vinte e três Chefes de Estado durante a Cimeira Ibero-Americana de 1998. Foi, ainda, o responsável pela organização das refeições servidas durante a abertura da Presidência Portuguesa da Europa em 2007, pelo jantar das cerimónias do 10 de Junho de 2006, pelos jantares na abertura da Presidência Portuguesa da Comunidade Europeia, com a presença de Primeiros-Ministros e Chefes de Estado, e de vários almoços e jantares no decorrer da mesma Presidência, e pela organização do jantar no âmbito da Cimeira Luso-Ibérica, presidida pelos Primeiros-Ministros de Portugal e Espanha.
Em deslocações ao estrangeiro de Jorge Sampaio, então na qualidade de Presidente da República Portuguesa, foi convidado para organizar e preparar os jantares de retribuição da Presidência da República, tendo estado presente na visita à Noruega, onde realizou uma semana de cozinha tradicional portuguesa, bem como os jantares de retribuição à Rainha da Noruega e ao Príncipe Regente.
A convite da Câmara Municipal do Porto, foi convidado para participar e representar o seu então Presidente na Conferência sobre cidades portuárias em Bordéus, onde estiveram representadas várias cidades de vários países do Mundo e oradores desde Professores Universitários a críticos gastronómicos e antropólogos.
A convite da União das Associações de Hotelaria e Restauração do Norte de. Portugal (UNHISNOR), é Membro do Conselho Gastronómico Nacional, e apresentou a primeira carta gastronómica do Porto e do Norte de Portugal, a pedido da Secretaria de Estado do Turismo, no âmbito do diploma que regulamentou a Gastronomia como património cultural.
Foi Comissário no I e II Congressos de Gastronomia, organizados pela Câmara Municipal de Matosinhos, para onde se deslocaram várias figuras de âmbito nacional e internacional de várias áreas, e onde a Gastronomia foi o ponto de convergência, tendo como alicerce a cultura dum povo, e foi Comissário da organização do “Porto.Come” em 2009 e 2010, evento onde se divulga, durante vários dias, a gastronomia do Porto e do Norte de Portugal, tendo como organização a Nomore.
É Orador em vários Congressos, dentre os quais se destaca o Congresso de Turismo realizado na Casa de Serralves, por iniciativa da Associação de Empresários para o Desenvolvimento do Turismo Cultural no Porto, e na região e nas jornadas sobre o "Futuro da Gastronomia”, na Escola Superior de Hotelaria de Seia, onde também é Docente, nas disciplinas de Gastronomia, Restauração e Catering, e foi convidado para Orador no encerramento do 40.º Encontro das Associação de Gestores e Técnicos de Recursos Humanos.
É Vogal da Comissão de Toponímia da Cidade do Porto, por indicação do então Presidente da respectiva Câmara Municipal, Rui Rio.
Actualmente, encontra-se a chefiar a cozinha do Porto Palácio Hotel, com uma brigada de cozinheiros de excelência, que actuaram em espaços de prestígio, como o Palácio da Bolsa, no Restaurante Telégrafo, na Feitoria Inglesa, na Alfândega do Porto, no Mosteiro de Tibães, e noutros monumentos nacionais, e nos banquetes que a Solinca Catering realiza em Portugal e no estrangeiro, e é já uma figura incontornável no panorama gastronómico português.
Faz, também, apresentações de show cooking no Festival Pão de Portugal.
Foi chefe executivo do Dunas Douradas Beach Club , Hoteis Douro Palace e Douro Royal Valley do Grupo JASE
Presença assídua dos Festivais de Comida do Continente
Actualmente consultor na Gertal e Cerger, Continente da Sonae Distribuição e da SóCatering destaca-se pela sua forte actividade literária, conferências e presença em feiras gastronómicas.

## Distinções
O seu desempenho tem sido reconhecido com vários prémios, quer nacionais quer internacionais.
Premiado em vários concursos nacionais e internacionais, foi eleito Chefe de Cozinha do Ano, em 1995, por uma revista da especialidade.
Foi eleito Chefe do Ano 2003 pela Academia Gastronómica Portuguesa.
Recebeu a distinção de Comendador da Ordem de Nossa Senhora da Conceição de Vila Viçosa, que lhe foi sido atribuída pelo Chefe da Casa Real Portuguesa, S.A.R. O Senhor D. Duarte Pio de Bragança, Duque de Bragança.
Foi agraciado pelo Presidente da República, Jorge Sampaio, com o grau de Oficial da Ordem do Mérito, a 5 de Julho de 2004.
Foi agraciado com a Medalha de Mérito Desportivo - Grau Ouro pela Federação Portuguesa de Futebol pelo trabalho realizado durante o Campeonato da Europa de Futebol 2004.
Foi-lhe atribuída pela Câmara Municipal do Porto a Medalha de Mérito pelo contributo dado á divulgação da Gastronomia e da Cidade.
Foi homenageado pela Comissão de Vitivinicultura da Região dos Vinhos Verdes, nas comemorações do Centenário da Demarcação da Região, com a Medalha de Ouro de Mérito atribuída pelos serviços prestados á divulgação do vinho verde.
No ano de 2009 foi feito Comendador da Ordem de São Miguel da Ala e seu Irmão Professo, em cerimónia presidida pelo Chefe da Casa Real Portuguesa, S.A.R. O Senhor D. Duarte Pio de Bragança, Duque de Bragança.
Recebeu o Diploma e a Medalha de Honra e Mérito pela Associação de Restaurantes e Similares de Portugal (ARESP), em cerimónia presidida pelo então Secretário de Estado do Turismo.
Recebeu a Alta Distinção do Rotary Club, recebendo o Diploma e a Medalha Título de Companheiro Paul Percy Harris.
Foi distinguido pelo Lions Club International Clube do Porto com o Diploma de Honra e Mérito.
Ganhou o Prémio "Garfo de Ouro" pelo seu romance histórico O cozinheiro de Dom João VI.
Prémio Educação Alimentar da 8ª edição do Food & Nutrition Awards
Em 2018 viu o seu livro “ eat à la Moda do Porto “ ser galardoado com o terceiro lugar entre os melhores livros de gastronomia do mundo no concurso que decorre anualmente na China

## Jornalismo
Colaborou no passado em revistas como a "Visão" e a "Sábado", e em jornais como o "Comércio do Porto" e "O Primeiro de Janeiro", com receitas e artigos promovendo a Gastronomia nacional e locais por onde viaja.
É cronista em várias publicações diárias e revistas da especialidade, como "Prize", "Wine Passion" e "Mealhada Moderna".

## Televisão
É apresentador na RTP N do programa de culinária semanal “Gostos e Sabores”, onde dá a conhecer as ementas favoritas de figuras públicas e locais de Portugal e do Mundo, sendo o programa mais antigo de gastronomia da RTP e com emissões repetidas na RTP Internacional, na RTP África, na RTP Açores e na RTP Madeira, e nos comboios Alfa, sendo as receitas publicadas ao Domingo no "Jornal de Noticias".
Actualmente está na RTP na Praça às terças feiras numa campanha destinada à diminuição do sal com o alto patrocínio da Associação Portuguesa de Nutrição.

## Obras publicadas
Escreveu vários livros de cozinha:
- Receitas para Vinho do Porto, oferecendo os direitos de autor ao Instituto do Vinho do Porto em 1998, editado pelo Campo das Letras[2]
- Gastronomia Portuense, editado pela INAPA, no âmbito da Porto 2001 Capital Europeia da Cultura[2]
- Gastronomia e Vinho Verde... uma tentação, editado pela Associação Nacional de Jovens Empresários (ANJE)[2]
- Sabores de hoje, melhor com vinho verde, editado pela Porto Editora[2]
- Roteiro Gastronómico, para a Câmara Municipal do Porto[2]
- Receitas com tradição, editado pela Bertrand[2]
- À mesa com a nossa selecção, com co-autoria de Luís Lavrador, publicação sua que mostra ao grande público como é a alimentação dos jogadores da Selecção Portuguesa de Futebol[2]
- Receitas do Instituto do Vinho do Porto e do Douro, 2008, co-autor[2]
- Receitas da Comissão de Vinicultura dos Vinhos Verdes, nova edição, co-autor[2]
- "À Moda do Porto "  - Almedina - 2017
- "eat à La Porto " - Almedina - 2017

Nas áreas da alimentação saudável, publicou:
- Receitas saudáveis para um Coração Forte, com prefácio e apoio técnico do Professor Xavier Malcata[2]
- Receitas saudáveis para crianças e jovens, prefaciado por S.A.R. A Senhora D. Isabel de Herédia, Duquesa de Bragança, e apoio técnico do Cientista Doutor João Paulo Teixeira, do Instituto Ricardo Jorge[2]
- Receitas saudáveis anti-envelhecimento, com suporte técnico e científico do Dr. Luís Romariz[2]

Escreveu também:
- Guia de Gastronomia da Modelo, no âmbito da eleição das Sete Maravilhas de Portugal e das Sete Maravilhas do Mundo[2]
- Livro de Gastronomia da Região do Dão, como coordenador, a pedido da Câmara Municipal de Nelas, tendo-o feito a partir duma recolha de receitas antigas e de origem naquela região vinhateira[2]
- Receitas de Natal da Popota, para o Modelo, lançado em Novembro de 2007 e em Novembro de 2009, no âmbito duma campanha a favor da Cruz Vermelha Portuguesa[2]

Em 2010, a pedido da Leya, lança dois livros dedicados a:
- Petiscos para ver a bola[2]
- Receitas simples[2]

E, para a "Visão":
- Colecção de grandes Chefes[2]

Foi autor de:
- O cozinheiro de Dom João VI, romance histórico, editado pela Esfera dos Livros, em 2008, no âmbito do Centenários da Chegada da Corte ao Brasil, tendo feito parte dalgumas ofertas aos Senadores  Brasileiros pela comitiva presidida pelo então Presidente da Assembleia da República Portuguesa, Dr. Jaime Gama, durante essas mesmas Comemerações[2]
- Em 2017 teve um programa na RTP 1 “ Nutriciência” onde deu a conhecer o valor da gastronomia portuguesa em equilíbrio com a nutrição acompanhado com a Doutora Patricia Padrão da Universidade do Porto, sendo o grande vencedor do Prémio Educação Alimentar da 8ª edição do Food & Nutrition Awards
- Em 2018 viu o seu livro “ eat à la Moda do Porto “ ser galardoado com o terceiro lugar entre os melhores livros de gastronomia do mundo